# Babes in Toyland
Babes in Toyland va ser un grup estatunidenc de rock alternatiu format a Minneapolis el 1987. Va ser fundat per la vocalista i guitarrista Kat Bjelland, juntament amb la bateria Lori Barbero i la baixista Michelle Leon, que més tard va ser substituïda per Maureen Herman el 1992.
Babes in Toyland va publicar tres àlbums d'estudi: Spanking Machine (1990), seguit de l'èxit comercial Fontanelle (1992) i Nemesisters (1995), abans d'un període d'inactivitat a partir del 1997 i, finalment, dissoldre's el 2001.
El videoclip de «Bruise Violet» es va rodar al loft del SoHo de la fotògrafa Cindy Sherman, que també apareix al vídeo com la doble de Bjelland. Les fotos de Sherman apareixen a les portades de Fontanelle i al segon EP del grup, Painkillers.
El 1993, Babes in Toyland va ser triat per a participar en la gira Lollapalooza d'aquell any, tocant al costat de grups com Primus, Alice in Chains, Dinosaur Jr. i Rage Against the Machine. Durant les dates a Lollapalooza, la banda va publicar el seu tercer i últim EP, Painkillers, el juny de 1993.
El 2014, el grup es va reconstituir i l'any següent van completar una gira internacional durant la qual Herman va ser acomiadada i substituïda per Clara Salyer. Babes in Toyland es va separar definitivament el 2020.

## Discografia
- 1989: Spanking Machine
- 1991: To Mother (EP)
- 1992: Fontanelle
- 1993: Painkillers (EP)
- 1995: Nemesisters[5]

## Literatura
| Any  | Títol                                                        | Autoria          | Editor            |
| ---- | ------------------------------------------------------------ | ---------------- | ----------------- |
| 1991 | Babes in Toyland Lyric Book                                  | Babes in Toyland | Twin Tone Records |
| 1994 | Babes in Toyland: The Making & Selling of a Rock & Roll Band | Neal Karlen      | Avon Books        |
| 2016 | I Live Inside: Memoirs of a Babe in Toyland                  | Michelle Leon    | MNHS Press        |